# Jaume Masiá
Jaume Masià Vargas (Algemesí, Valencia, España, 31 de octubre de 2000) es un piloto de motociclismo español. Fue subcampeón del FIM CEV Moto3 World Championship y debutó en el Campeonato del Mundo de Motociclismo en 2017, donde resultó campeón de la categoría de Moto3 con el equipo Leopard Racing en 2023. En 2025 compite en el Campeonato Mundial de Supersport con el Orelac Racing Verdnatura.
La curva once del Circuito Ricardo Tormo tiene su nombre, es el quinto piloto valenciano campeón del mundo de motociclismo tras Ricardo Tormo, Jorge Martínez Aspar, Champi Herreros y Nico Terol, y seguido de Héctor Garzó. También es el sexto español en ganar en el Campeonato Mundial de Supersport tras Rubén Xaus, Pere Riba, Joan Lascorz, Manu González y Adrián Huertas.

## Biografía
Ha disputado una carrera en el Mundial de Moto3 como reemplazo de Darryn Binder en el Gran Premio de Austria, donde sorprendió a todo el mundo al luchar de igual a igual contra pilotos con más bagaje mundialista, terminó el gran premio en la novena posición llevándose la vuelta rápida de la carrera e imponiendo el nuevo récord del circuito en la categoría de Moto3.
A raíz de su gran actuación en Austria, el Platinum Bay Real Estate decidió que Masià vuelva a reemplazar al aún convaleciente Darryn Binder en el Gran Premio de Gran Bretaña. En Gran Bretaña, no tuvo un rendimiento tan destacado como en Austria, clasificó vigesimoctavo y en carrera figuraba en la vigesimoprimera posición hasta que una caída acabó con su carrera.
El 23 de agosto, el Platinum Bay Real Estate anuncio oficialmente que Jaume Masià firmó con ellos para correr en la Temporada 2018 del Campeonato del Mundo de Moto3.

## Resultados

### FIM CEV Moto3 Junior World Championship
(Carreras en negrita indica pole position, carreras en cursiva indica vuelta rápida)
| Temp. | 1       | 2       | 3       | 4      | 5     | 6       | 7      | 8      | 9       | 10     | 11      | 12      | Pos. | Pts. |
| ----- | ------- | ------- | ------- | ------ | ----- | ------- | ------ | ------ | ------- | ------ | ------- | ------- | ---- | ---- |
| 2015  | ALG 8   | LMS Ret | CAT Ret | CAT 9  | ARA 4 | ARA 2   | ALB 8  | NAV 6  | JER 8   | JER 4  | VAL 5   | VAL 7   | 5.º  | 107  |
| 2016  | VAL Ret | VAL Ret | LMS     | ARA 13 | CAT 4 | CAT Ret | ALB 15 | ALG 7  | JER 9   | JER 15 | VAL Ret | VAL Ret | 15.º | 34   |
| 2017  | ALB 3   | LMS Ret | CAT 2   | CAT 3  | VAL 6 | VAL DSQ | EST 4  | JER 15 | JER Ret | ARA 1  | VAL 1   | VAL 3   | 2.º  | 142  |

### Campeonato del Mundo de Motociclismo
Sistema de puntuación de 1993 hasta 2022:
| Posición | 1.º | 2.º | 3.º | 4.º | 5.º | 6.º | 7.º | 8.º | 9.º | 10.º | 11.º | 12.º | 13.º | 14.º | 15.º |
| Puntos   | 25  | 20  | 16  | 13  | 11  | 10  | 9   | 8   | 7   | 6    | 5    | 4    | 3    | 2    | 1    |

#### Por categoría
| Cat.  | Temp.     | 1.er GP      | 1.er Podio     | 1.ª Victoria   | Carreras | Victorias | Podios | Poles | V.Ráp. | Pts. | CM |
| ----- | --------- | ------------ | -------------- | -------------- | -------- | --------- | ------ | ----- | ------ | ---- | -- |
| Moto3 | 2017–2023 | Austria 2017 | Argentina 2019 | Argentina 2019 | 111      | 10        | 27     | 10    | 15     | 972  | 1  |
| Moto2 | 2024      | Catar 2024   |                |                | 16       | 0         | 0      | 0     | 0      | 4    | 0  |
| Total | 2016–2024 | 2016–2024    | 2016–2024      | 2016–2024      | 127      | 10        | 27     | 10    | 15     | 976  | 1  |

#### Por temporada
| Temp. | Cat.  | Moto  | Equipo                       | N.º   | Carreras | Victorias | Podios | Poles | V.Rap | Pts. | Pos. |
| ----- | ----- | ----- | ---------------------------- | ----- | -------- | --------- | ------ | ----- | ----- | ---- | ---- |
| 2017  | Moto3 | KTM   | Platinum Bay Real Estate     | 15    | 3        | 0         | 0      | 0     | 1     | 13   | 27.º |
| 2017  | Moto3 | KTM   | Cuna de Campeones            | 15    | 1        | 0         | 0      | 0     | 0     | 13   | 27.º |
| 2018  | Moto3 | KTM   | Bester Capital Dubai         | 5     | 17       | 0         | 0      | 0     | 2     | 76   | 13.º |
| 2019  | Moto3 | KTM   | Bester Capital Dubai         | 5     | 17       | 1         | 4      | 1     | 1     | 121  | 9.º  |
| 2020  | Moto3 | Honda | Leopard Racing               | 5     | 15       | 2         | 3      | 1     | 2     | 140  | 6.º  |
| 2021  | Moto3 | KTM   | Red Bull KTM Ajo             | 5     | 18       | 1         | 4      | 2     | 2     | 171  | 4.º  |
| 2022  | Moto3 | KTM   | Red Bull KTM Ajo             | 5     | 20       | 2         | 6      | 0     | 6     | 177  | 6.º  |
| 2023  | Moto3 | Honda | Leopard Racing               | 5     | 20       | 4         | 10     | 6     | 1     | 274  | 1.º  |
| 2024  | Moto2 | Kalex | Pertamina Mandalika SAG Team | 5     | 16       | 0         | 0      | 0     | 0     | 5    | 28.º |
| Total | Total | Total | Total                        | Total | 127      | 10        | 27     | 10    | 15    | 976  |      |

- * Temporada en curso.

#### Carreras por año
| Año  | Cat.  | Moto  | 1       | 2       | 3       | 4       | 5       | 6       | 7       | 8       | 9      | 10      | 11      | 12      | 13      | 14      | 15      | 16      | 17      | 18     | 19      | 20     | Pos. | Pts. |
| ---- | ----- | ----- | ------- | ------- | ------- | ------- | ------- | ------- | ------- | ------- | ------ | ------- | ------- | ------- | ------- | ------- | ------- | ------- | ------- | ------ | ------- | ------ | ---- | ---- |
| 2017 | Moto3 | KTM   | QAT     | ARG     | AME     | SPA     | FRA     | ITA     | CAT     | NED     | GER    | CZE     | AUT 9   | GBR Ret | RSM 10  | ARA 21  | JPN     | AUS     | MAL     | VAL    |         |        | 27.º | 13   |
| 2018 | Moto3 | KTM   | QAT 12  | ARG Ret | AME 21  | SPA 5   | FRA 10  | ITA Ret | CAT Ret | NED 4   | GER 6  | CZE 17  | AUT 6   | GBR C   | RSM Ret | ARA 9   | THA 17  | JPN 11  | AUS Ret | MAL    | VAL 6   |        | 13.º | 76   |
| 2019 | Moto3 | KTM   | QAT Ret | ARG 1   | AME 2   | SPA Ret | FRA 12  | ITA 3   | CAT Ret | NED Ret | GER 16 | CZE 4   | AUT Ret | GBR 11  | RSM 4   | ARA Ret | THA     | JPN 7   | AUS Ret | MAL 3  | VAL DNS |        | 9.º  | 121  |
| 2020 | Moto3 | Honda | QAT 4   | SPA 10  | AND Ret | CZE Ret | AUT 2   | EST 14  | RSM 7   | ERM 5   | CAT 7  | FRA 4   | ARA 1   | TER 1   | EUR Ret | VAL 9   | POR Ret |         |         |        |         |        | 6.º  | 140  |
| 2021 | Moto3 | KTM   | QAT 1   | DOH 9   | POR 9   | SPA 21  | FRA Ret | ITA 2   | CAT 4   | GER Ret | NED 20 | EST 4   | AUT 6   | GBR 6   | ARA 10  | RSM 5   | AME 4   | ERM 2   | ALG 19  | VAL 3  |         |        | 4.º  | 171  |
| 2022 | Moto3 | KTM   | QAT Ret | INA 7   | ARG Ret | AME 1   | POR 2   | SPA 3   | FRA 1   | ITA 17  | CAT 8  | GER 12  | NED Ret | GBR 2   | AUT 18  | RSM 2   | ARA 8   | JPN Ret | THA 8   | AUS 15 | MAL 4   | VAL 22 | 6.º  | 177  |
| 2023 | Moto3 | Honda | POR 5   | ARG Ret | AME 2   | SPA 3   | FRA 3   | ITA 5   | GER 6   | NED 1   | GBR 18 | AUT Ret | CAT 2   | RSM 2   | BAH 1   | JPN 1   | INA 5   | AUS 8   | THA 4   | MAL 3  | QAT 1   | VAL 13 | 1.º  | 274  |
| 2024 | Moto2 | Kalex | QAT 25  | POR 21  | AME 19  | SPA Ret | FRA 16  | CAT 13  | ITA 21  | NED 24  | GER 15 | GBR Ret | AUT 19  | ARA 19  | RSM 24  | ERM Ret | INA Ret | JPN 24  | AUS Ret | THA 17 | MAL 16  | SLD 15 | 28.º | 5    |

| Color     | Resultado                                                               |
| --------- | ----------------------------------------------------------------------- |
| Oro       | Ganador                                                                 |
| Plata     | 2.ª plaza                                                               |
| Bronce    | 3.ª plaza                                                               |
| Verde     | Finalizó en los puntos                                                  |
| Azul      | Finalizó sin puntos                                                     |
| Azul      | NC - No clasificado                                                     |
| Violeta   | Ret - No terminó (Carrera)                                              |
| Rojo      | DNQ - No se clasificó                                                   |
| Negro     | DSQ - Descalificado                                                     |
| Blanco    | DNS - No empezó (carrera)                                               |
| Blanco    | WD - Retirado (fin de semana)                                           |
| Blanco    | C - Carrera cancelada                                                   |
| Sin color | DNP - Inscrito pero no participó                                        |
| Sin color | INJ - Lesionado                                                         |
| Sin color | EX - Excluido                                                           |
| Estado    | Resultado                                                               |
| Negrita   | Pole position                                                           |
| Cursiva   | Vuelta rápida                                                           |
| x         | Posición en carrera sprint                                              |
| †         | Abandona, pero clasifica al completar el porcentaje requerido para ello |

### Campeonato Mundial de Supersport

#### Por temporada
| Temp. | Moto               | Equipo                   | N.º   | Carreras | Victorias | Podios | Poles | V.Rap. | Pts. | Pos. |
| ----- | ------------------ | ------------------------ | ----- | -------- | --------- | ------ | ----- | ------ | ---- | ---- |
| 2025  | Ducati Panigale V2 | Orelac Racing Verdnatura | 51    |          |           |        |       |        | *    | *    |
| Total | Total              | Total                    | Total | 0        | 0         | 0      | 0     | 0      |      |      |

#### Carreras por año
(Carreras en negrita indica pole position, carreras en cursiva indica vuelta rápida)
| Año  | Moto   | 1     | 1       | 2     | 2     | 3     | 3     | 4     | 4     | 5     | 5       | 6   | 6   | 7   | 7   | 8   | 8   | 9   | 9   | 10  | 10  | 11  | 11  | 12  | 12  | Pos. | Pts. |
| Año  | Moto   | R1    | R2      | R1    | R2    | R1    | R2    | R1    | R2    | R1    | R2      | R1  | R2  | R1  | R2  | R1  | R2  | R1  | R2  | R1  | R2  | R1  | R2  | R1  | R2  | Pos. | Pts. |
| ---- | ------ | ----- | ------- | ----- | ----- | ----- | ----- | ----- | ----- | ----- | ------- | --- | --- | --- | --- | --- | --- | --- | --- | --- | --- | --- | --- | --- | --- | ---- | ---- |
| 2025 | Ducati | AUS 6 | AUS Ret | POR 7 | POR 7 | NED 4 | NED 5 | ITA 4 | ITA 3 | CZE 1 | CZE Ret | ITA | ITA | GBR | GBR | HUN | HUN | FRA | FRA | SPA | SPA | POR | POR | SPA | SPA | 6.º  | 106  |